# Cordillera Oriental (Colombia)
La Cordillera Oriental is samen met de Cordillera Occidental en Central een van de drie gebergtes waar de Andes zich in Colombia in splitst. Een klein deel ligt in Venezuela. Het gebergte loopt in noordoostelijke richting van het Macizo Colombiano in het departement Cauca tot aan de Serranía del Perijá, in La Guajira. Het gebergte is gelegen in de ecoregio Andesregio van Colombia.
Het westelijke deel van het gebergte behoort tot het bekken van de Magdalena, terwijl de oostelijke flank het stroomgebied van de Amazone, de Orinoco en de Catatumbo voedt. Onderdeel van de Cordillera Oriental zijn de Altiplano Cundiboyacense en de Sierra Nevada del Cocuy, het gebergte met de enige besneeuwde toppen van de Cordillera Oriental.
Belangrijke steden in de Cordillera Oriental zijn Bogotá, de hoofdstad van Colombia, Tunja, Cúcuta en Bucaramanga.
De departementen Cundinamarca (15%), Boyacá (16%), Santander (21%) en Norte de Santander (15%) liggen in het gebergte. Het gebergte vormt de oostelijke of zuidoostelijke grens van de departementen Huila (7%), Tolima (3%), Cesar (4%) en La Guajira en naar het oosten vormt het de westelijke grens van de departementen Caquetá (7%), Meta (6%), Casanare (1%) en Arauca (1%).

## Orografie

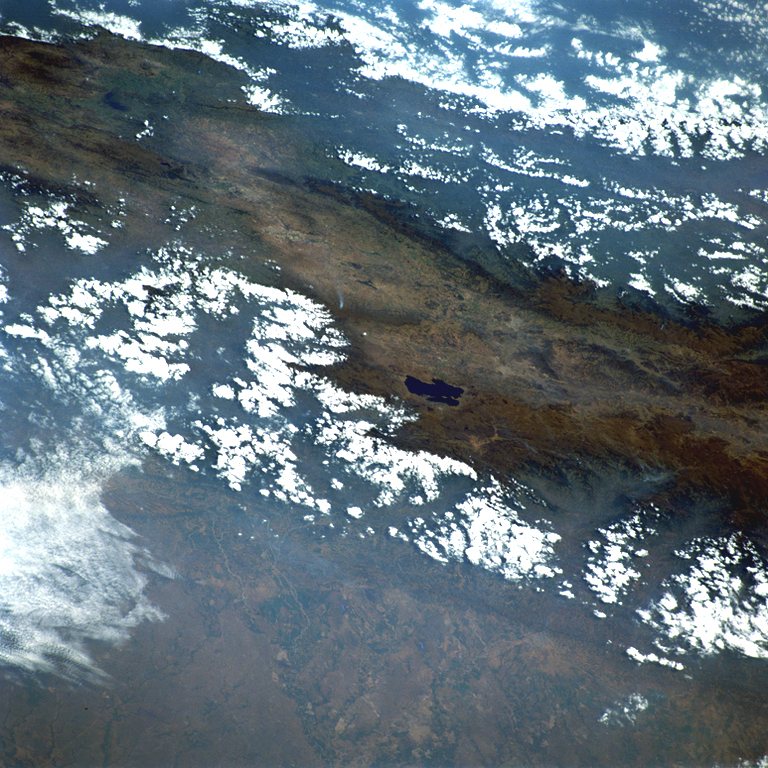
Cordillera Oriental met de Laguna de Tota

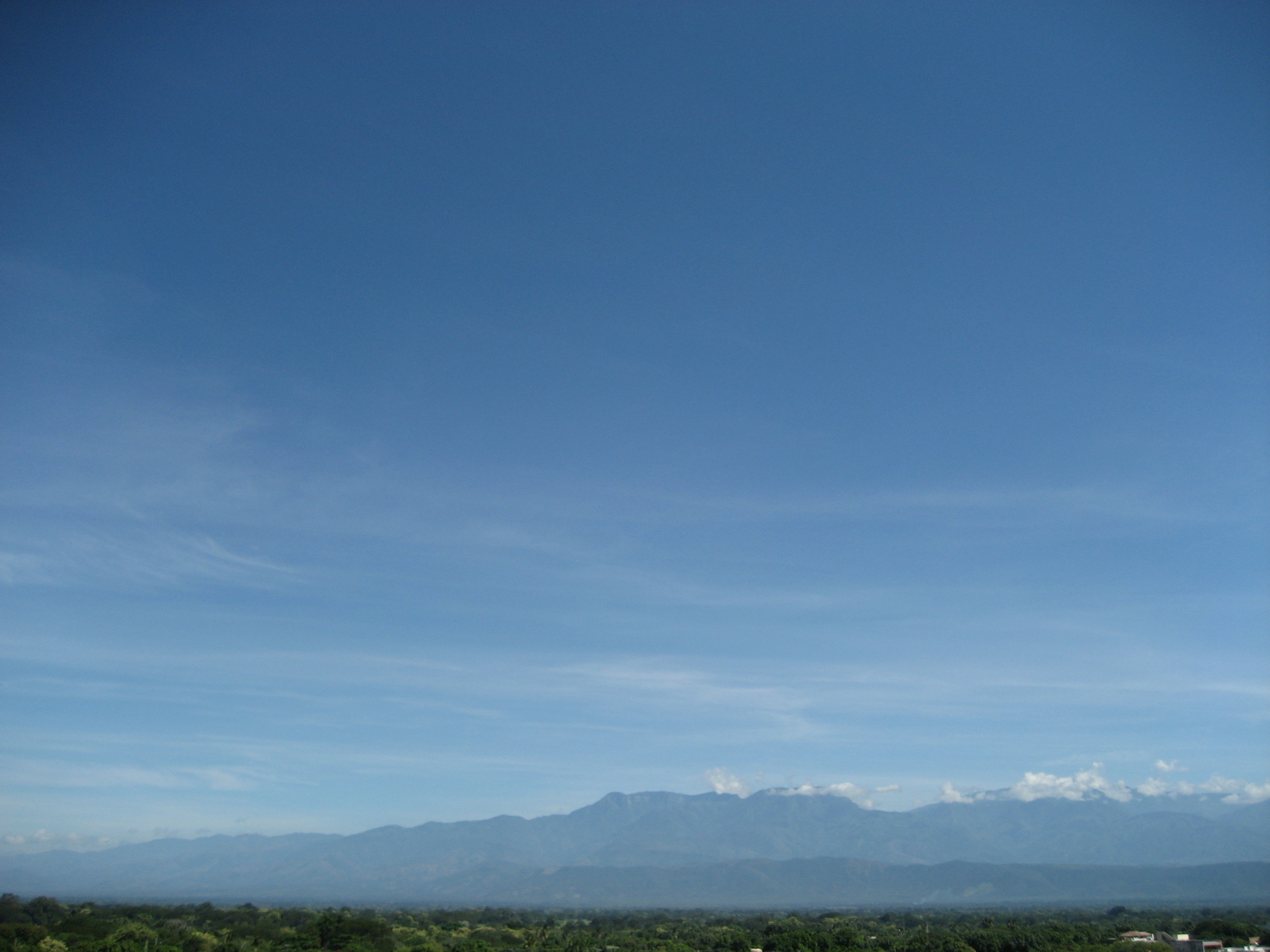
Serranía del Perijá bij Valledupar

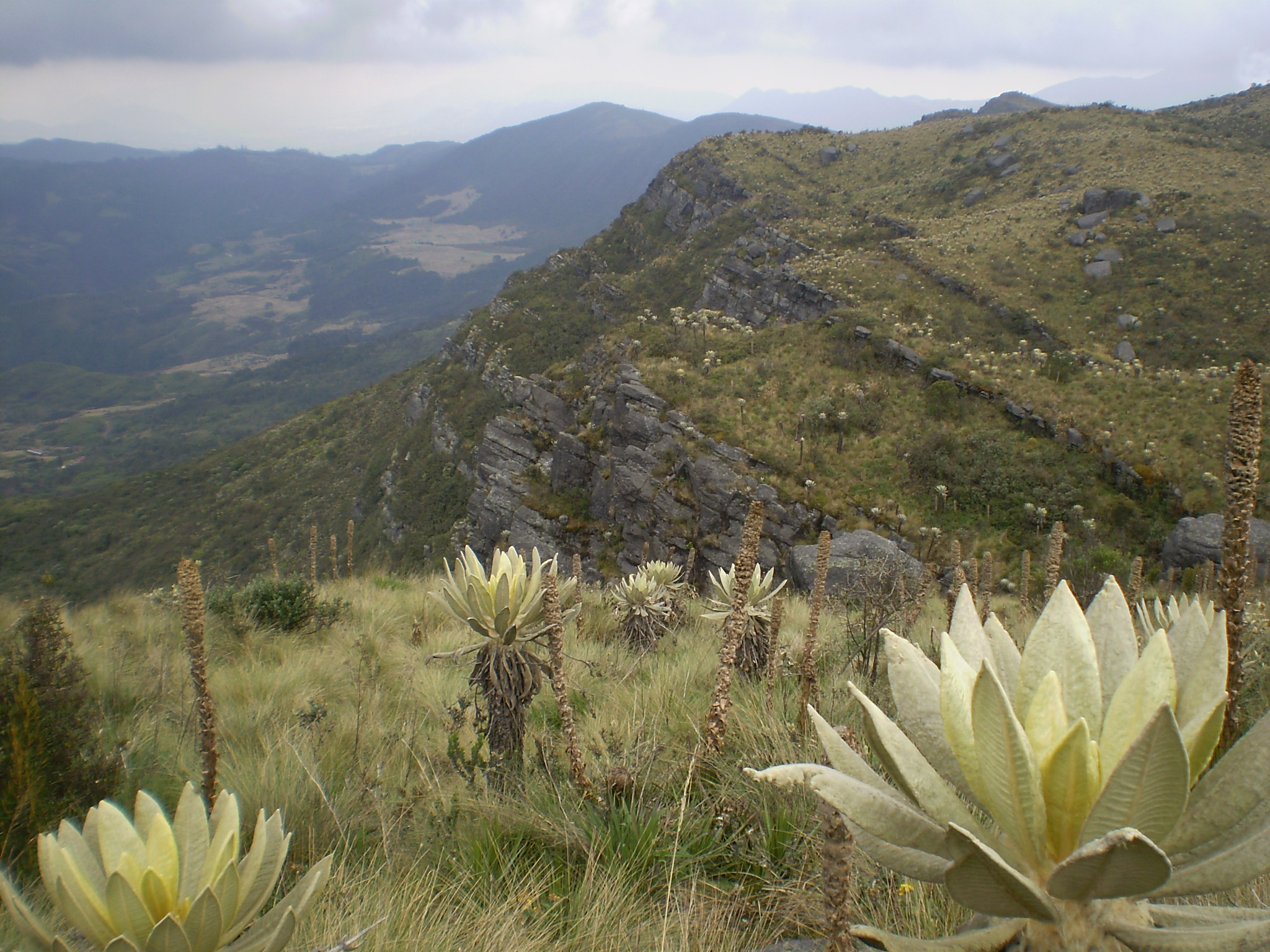
Páramo de Guerrero in Cundinamarca

- Sierra Nevada del Cocuy (5493 m)
- Páramo de Sumapaz (4560 m)
- Páramo de Chingaza (3950 m)
- Páramo de Pisba (3906 m)
- Páramo de Choachí (3870 m)
- Páramo de Cruz Verde (3500 m)
- Macizo Colombiano (3250 m)
- Altiplano Cundiboyacense
- Sabana de Bogotá
- Cerro de Monserrate
- Serranía del Perijá
- Serranía de los Yariguíes
- Cerro de San Luis

## Hydrografie

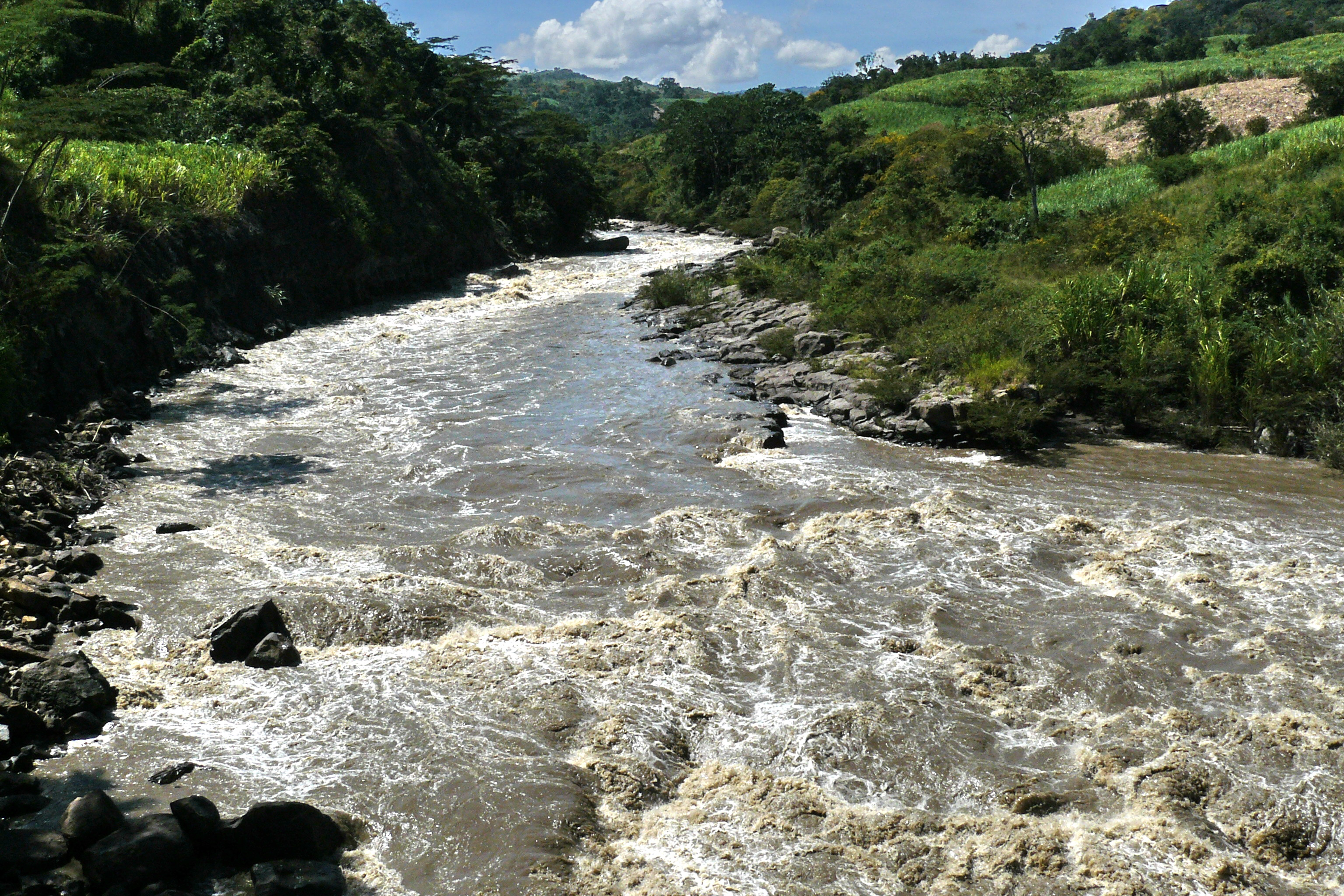
Río Suárez in Boyacá

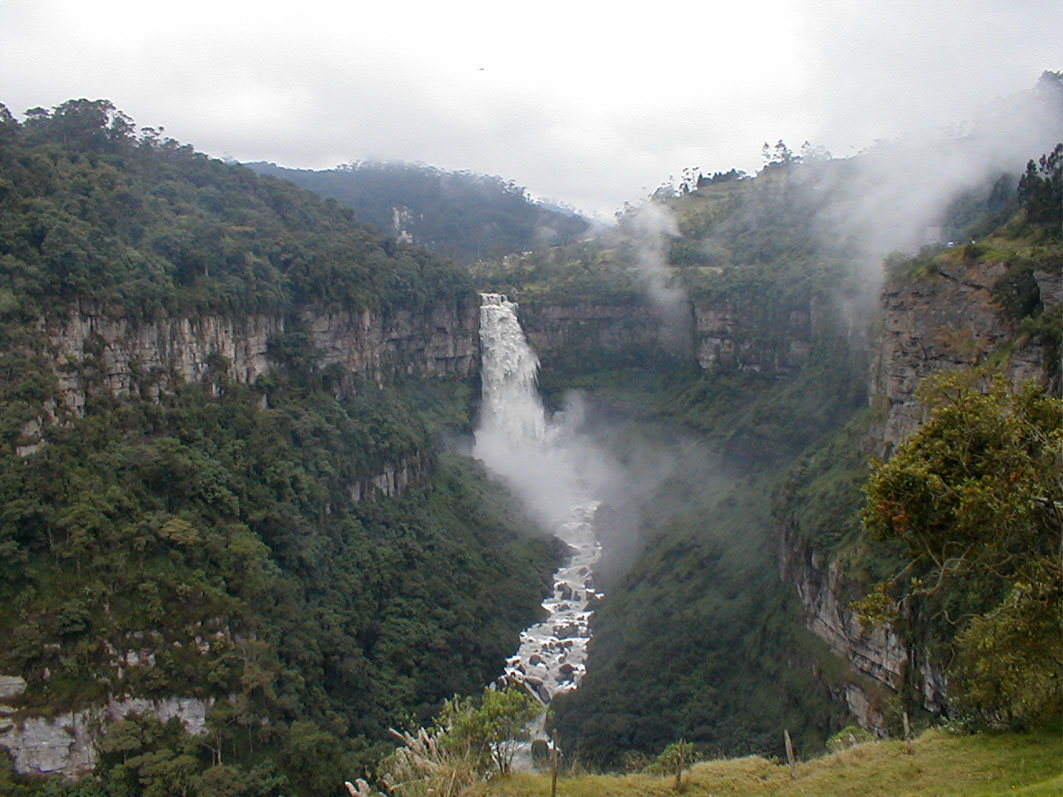
Tequendamawatervallen

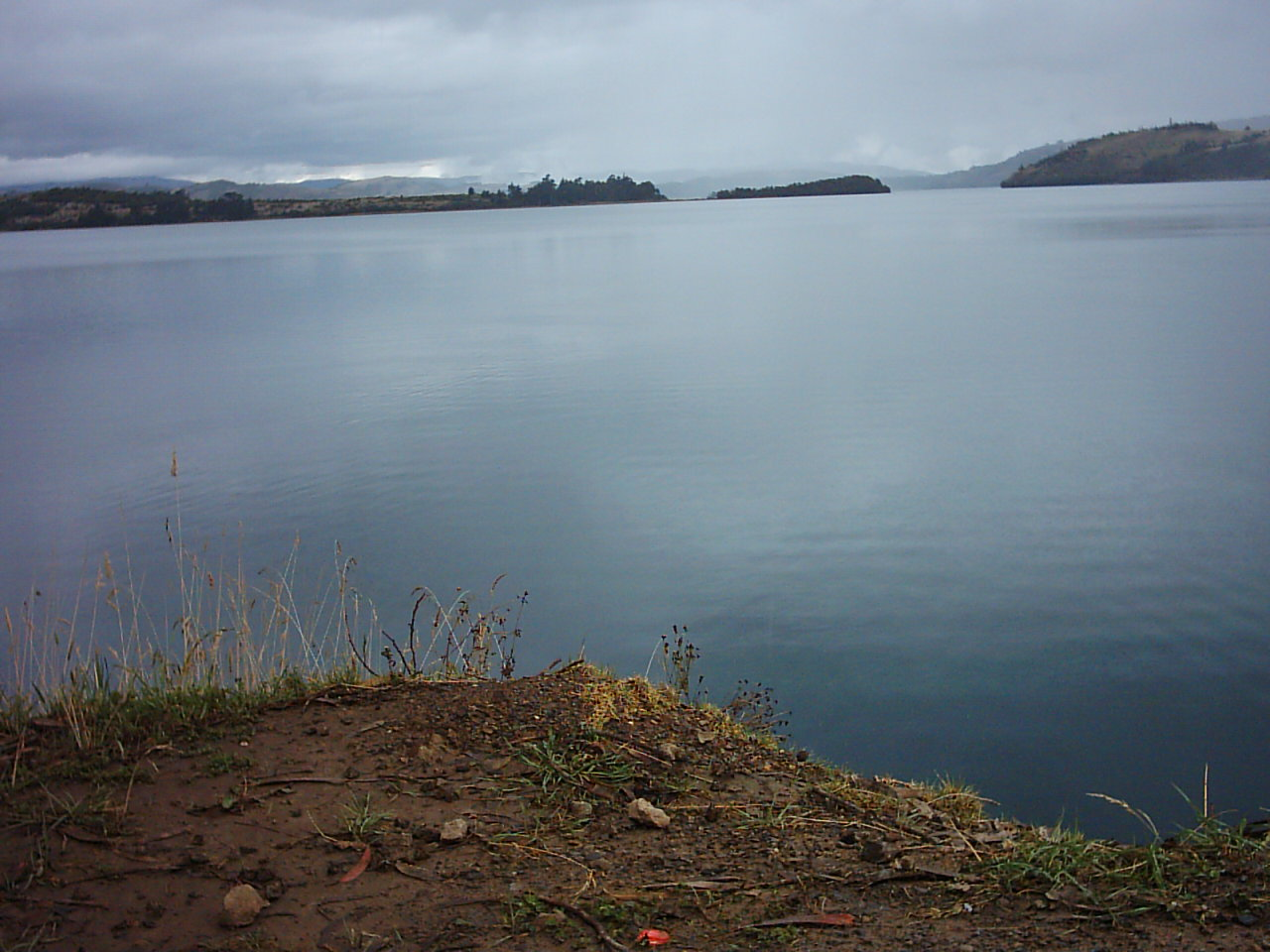
Laguna de Tota

De volgende rivieren en wateren ontspringen in de Cordillera Oriental:
- Pamplonita
- Magdalena
- Guaviare
- Río San Francisco
- Guatiquía
- Bogota
- Arauca
- Meta
- Suárez
- Catatumbo
- Zulia
- Táchira
- Cesar
- Ariari
- Guayabero
- Orteguaza
- Caguán
- Tunjuelo
- Juan Amarillo
- Fucha
- Chicamocha
- Fonce
- Sogamoso
- Saravita
- Carare
- Opón
- El Indio
- Loro
- Korro Moky
- Suroeste-Ikuboky
- Río de Oro
- Brandy
- Oirá
- Margua
- Playón
- Ariporo
- Casanare
- Río Frío
- Río Suaza
- Laguna de Tota
- Laguna de Iguaque
- Lagunas de Siecha
- Laguna de Chingaza

## Natuurparken
In de Cordillera Oriental bevinden zich de volgende natuurparken:
- Parque nacional natural Catatumbo Barí
- Parque nacional natural Cordillera de los Picachos
- Parque nacional natural Cueva de los Guácharos
- Parque nacional natural Chingaza
- Parque nacional natural Pisba
- Parque nacional natural Serranía de los Yariguíes
- Parque nacional natural Sierra Nevada del Cocuy
- Parque nacional natural Sumapaz
- Parque nacional natural Tamá
- Área Natural Única Los Estoraques
- Santuario de fauna y flora Guanenta Alto Río Fonce
- Santuario de fauna y flora Iguaque